# Frank Wilcoxon
Frank Wilcoxon (1892–1965) fue un químico y estadístico estadounidense conocido por el desarrollo de diversas pruebas estadísticas no paramétricas. 
Nació el 2 de septiembre de 1892 en Cork, Irlanda, aunque sus padres eran estadounidenses. Creció en Catskill, Nueva York, pero se educó también en Inglaterra. En 1917 se graduó en el Pennsylvania Military College y tras la guerra realizó sus postgrados en Rutgers University, donde consiguió su maestría en química en 1921, y en la Universidad de Cornell, donde obtuvo su doctorado en química física en 1924.
Wilcoxon fue un investigador del Boyce Thompson Institute for Plant Research de 1925 a 1941. Después se incorporó a la Atlas Powder Company, donde diseñó y dirigió el Control Laboratory. Luego, en 1943, se incorporó a la American Cyanamid Company. En este periodo se interesó en la estadística a través del estudio del libro Statistical Methods for Research Workers de R.A. Fisher. Se jubiló en 1957.
Publicó más de 70 artículos, pero se lo conoce fundamentalmente por uno de 1945 en el que se describen dos nuevas pruebas estadísticas: la prueba de la suma de los rangos de Wilcoxon y la prueba de los signos de Wilcoxon. Se trata de alternativas no paramétricas a la prueba t de Student. 
Murió el 18 de noviembre de 1965 tras una breve enfermedad.